# Liste des députés de la XIIIe législature du Parlement grec

Les députés de la XIIIe législature du Parlement grec sont les 300 députés de la XIIIe législature du Parlement grec élus lors des élections législatives grecques de 2009.

## Liste des députés
- Haut – A
- B
- C
- D
- E
- F
- G
- H
- I
- J
- K
- L
- M
- N
- O
- P
- Q
- R
- S
- T
- U
- V
- W
- X
- Y
- Z

| Nom                                | Parti | Parti               | Circonscription  | Notes |
| ---------------------------------- | ----- | ------------------- | ---------------- | --- |
| Ariadni Agatsa                     |       | PASOK               | Béotie           | Quitte le PASOK le 4 avril 2012                                                                                         |
| Christos Aïdonis (el)              |       | PASOK               | Dráma            | |
| Konstantinos Aivaliotis            |       | LAOS                | Athènes B        | |
| Athanasios Alevras                 |       | PASOK               | Athènes A        | |
| Lítsa Ammanatídou-Paschalídou      |       | SYRIZA              | Thessalonique B  | |
| Yannis Amiridis (el)               |       | PASOK               | Piérie           | Exclu du PASOK le 12 février 2012 ; Rejoint la DIMAR le 26 mars 2012                                                    |
| Sávvas Anastasiádis                |       | Nouvelle Démocratie | Thessalonique B  | |
| Georgios Anatolakis                |       | LAOS                | Le Pirée B       | |
| Ioánnis Andrianós                  |       | Nouvelle Démocratie | Argolide         | |
| Dimitrios (Mimis) Androulakis (en) |       | PASOK               | Athènes B        | |
| Panagiotis Antonakopoulos          |       | PASOK               | Élide            | |
| Evangelos Antonaros                |       | Nouvelle Démocratie | Liste nationale  | |
| Antonia Antoniou                   |       | PASOK               | Phthiotide       | |
| Milena Apostolaki (en)             |       | PASOK               | Athènes B        | Quitte le PASOK le 1er novembre 2011                                                                                    |
| Grigorios Apostolakos              |       | Nouvelle Démocratie | Laconie          | |
| Vaitsis Apostolatos                |       | LAOS                | Le Pirée A       | |
| Chrysi Arapoglou                   |       | PASOK               | Thessalonique A  | |
| Evangelos Argyris                  |       | PASOK               | Ioannina         | |
| Georgios Arvanitidis               |       | PASOK               | Thessalonique B  | |
| Panteleimon Aspradakis             |       | PASOK               | Attique          | |
| Alexandros Athanasiadis (el)       |       | PASOK               | Kozani           | Exclu du PASOK le 12 février 2012                                                                                       |
| Elefthérios Avyenákis              |       | Nouvelle Démocratie | Héraklion        | Exclu de Nouvelle Démocratie le 23 novembre 2010                                                                        |
| Dionysia-Theodora Avgerinopoulou   |       | Nouvelle Démocratie | Liste nationale  | |
| Dóra Bakoyánni                     |       | Nouvelle Démocratie | Athènes A        | Exclue de Nouvelle Démocratie le 6 mai 2010                                                                             |
| Aikaterini Batzeli                 |       | PASOK               | Phthiotide       | |
| Panagiotis Beglitis                |       | PASOK               | Corinthie        | |
| Michalis Bekiris (el)              |       | Nouvelle Démocratie | Achaïe           | |
| Emmanouil Benteniotis              |       | PASOK               | Le Pirée A       | |
| Markos Bolaris                     |       | PASOK               | Serrès           | |
| Athanásios Boúras                  |       | Nouvelle Démocratie | Attique          | |
| Christos Chaidos                   |       | PASOK               | Tríkala          | |
| Michail Chalkidis                  |       | Nouvelle Démocratie | Imathie          | |
| Spyros Chalvatzis (el)             |       | KKE                 | Athènes B        | |
| Athanasios Chantavas               |       | PASOK               | Grévéna          | |
| Máximos Charakópoulos              |       | Nouvelle Démocratie | Larissa          | |
| Georges Charalampopoulos (el)      |       | PASOK               | Athènes B        | |
| Charalambos Charalambous (Babis)   |       | KKE                 | Corfou           | |
| Achmet Chatzi Osman                |       | PASOK               | Rhodope          | |
| Paraskeví Christofilopoúlou        |       | PASOK               | Attique          | |
| Alexandros Chrysanthakopoulos      |       | LAOS                | Achaïe           | |
| Michális Chryssohoïdis             |       | PASOK               | Athènes B        | |
| Tilemachos Chytiris                |       | PASOK               | Athènes B        | |
| Anna Dalara (el)                   |       | PASOK               | Athènes B        | |
| Eftychios Damianakis               |       | PASOK               | La Canée         | |
| Athanásios Davákis                 |       | Nouvelle Démocratie | Laconie          | |
| Níkos Déndias                      |       | Nouvelle Démocratie | Corfou           | |
| Alexandros Dermentzopoulos         |       | Nouvelle Démocratie | Évros            | |
| Yannis Diamantidis (el)            |       | PASOK               | Le Pirée B       | |
| Ánna Diamantopoúlou                |       | PASOK               | Athènes A        | |
| Yannis Dimaras (el)                |       | PASOK               | Athènes B        | Exclu du PASOK le 6 mai 2010                                                                                            |
| Panagiotis Dimitroulopoulos        |       | PASOK               | Élide            | Quitte le PASOK le 19 mars 2012                                                                                         |
| Argyris Dinopoulos (el)            |       | Nouvelle Démocratie | Athènes B        | |
| Iró Dióti                          |       | SYRIZA              | Larissa          | |
| Giorgos Dolios (el)                |       | PASOK               | Évros            | |
| Theódoros Drítsas                  |       | SYRIZA              | Le Pirée A       | |
| Ioannis Drivelegas                 |       | PASOK               | Chalcidique      | |
| Petros Efthimiou (en)              |       | PASOK               | Athènes B        | |
| Savvas Eminidis                    |       | PASOK               | Kavala           | |
| Vasileios Exarchos                 |       | PASOK               | Larissa          | |
| Aikaterini Farmaki-Gkeki           |       | PASOK               | Corinthie        | |
| Georgios Fragidis                  |       | PASOK               | Kilkís           | |
| Spyridon Galinos                   |       | Nouvelle Démocratie | Lesbos           | Exclu de la Nouvelle Démocratie le 12 février 2012 ; Rejoint les Grecs indépendants le 3 avril 2012                     |
| Konstantinos Geitonas              |       | PASOK               | Athènes B        | |
| Adonis Georgiadis                  |       | LAOS                | Athènes B        | Démissionne le 17 février 2012, remplacé par Manousos Doukakis.                                                         |
| Vasileios Geranidis                |       | PASOK               | Thessalonique B  | |
| Pavlos Geroulanos                  |       | PASOK               | Liste nationale  | |
| Sofia Giannaka                     |       | PASOK               | Étolie-Acarnanie | |
| Michail Giannakis                  |       | Nouvelle Démocratie | Béotie           | Exclu de la Nouvelle Démocratie le 12 février 2012 ; Rejoint les Grecs indépendants le 3 avril 2012                     |
| Konstantina Giannakopoulou         |       | PASOK               | Messénie         | |
| Athanasios Giannopoulos (el)       |       | Nouvelle Démocratie | Phthiotide       | |
| Athanasios Gikonoglou              |       | PASOK               | Imathie          | |
| Vasileios Gioumatzidis             |       | PASOK               | Pella            | |
| Leonidas Grigorakos                |       | PASOK               | Laconie          | |
| Angéla Guérékou                    |       | PASOK               | Corfou           | |
| Ioannis Guiokas                    |       | KKE                 | Attique          | |
| Konstantinos Guioulekas            |       | Nouvelle Démocratie | Thessalonique A  | |
| Kostis Hadjidakis                  |       | Nouvelle Démocratie | Athènes B        | |
| Sotiris Hadjigakis (en)            |       | Nouvelle Démocratie | Tríkala          | Exclu de Nouvelle Démocratie le 14 novembre 2011                                                                        |
| Tsambika Iatridi (el)              |       | Nouvelle Démocratie | Dodécanèse       | Exclue de la Nouvelle Démocratie le 12 février 2012 ; Rejoint les Grecs indépendants le 3 avril 2012                    |
| Theodoros Georgiou Ignatiadis      |       | KKE                 | Thessalonique B  | |
| Athanasios Ikonomou                |       | PASOK               | Ioannina         | |
| Pantelis Ikonomou (el)             |       | PASOK               | Athènes A        | |
| Vassilios Ikonomou                 |       | PASOK               | Attique          | Exclu du PASOK le 6 mai 2010 ; Rejoint la DIMAR le 26 mars 2012                                                         |
| Yánnis Ioannídis                   |       | Nouvelle Démocratie | Thessalonique A  | |
| Evdoxia-Eva Kaili                  |       | PASOK               | Thessalonique A  | |
| Apostolos Kaklamanis               |       | PASOK               | Athènes B        | |
| Stávros Kalafátis                  |       | Nouvelle Démocratie | Thessalonique A  | |
| Sofia Kalantidou                   |       | KKE                 | Thessalonique A  | |
| Christos Kalapotharakos            |       | LAOS                | Attique          | |
| Stavros Kalogiannis                |       | Nouvelle Démocratie | Ioannina         | |
| Pános Kamménos                     |       | Nouvelle Démocratie | Athènes B        | Exclu de la Nouvelle Démocratie le 16 novembre 2011 ; Rejoint les Grecs indépendants le 3 avril 2012                    |
| Liána Kanélli                      |       | KKE                 | Athènes A        | |
| Nikolaos Kanteres                  |       | Nouvelle Démocratie | Attique          | |
| Konstantinos Karagounis            |       | Nouvelle Démocratie | Étolie-Acarnanie | |
| Kostas Karamanlis                  |       | Nouvelle Démocratie | Thessalonique A  | |
| Ilias Karanikas                    |       | PASOK               | Eurytanie        | |
| Theódoros Karáoglou                |       | Nouvelle Démocratie | Thessalonique B  | |
| Geórgios Karasmánis                |       | Nouvelle Démocratie | Pella            | |
| Nikólaos Karathanasópoulos         |       | KKE                 | Achaïe           | |
| Georgios Karatzaferis              |       | LAOS                | Athènes B        | |
| Michail Karchimakis                |       | PASOK               | Lassithi         | |
| Anastasios Karipidis               |       | Nouvelle Démocratie | Serrès           | |
| Konstantinos Kartalis              |       | PASOK               | Magnésie         | |
| Dimitrios Karydis                  |       | PASOK               | Le Pirée A       | |
| Georgios Kasapidis                 |       | Nouvelle Démocratie | Kozani           | |
| Ioannis Georgios Kassaras          |       | PASOK               | Dodécanèse       | Exclu du PASOK le 12 février 2012                                                                                       |
| Haris Kastanidis                   |       | PASOK               | Thessalonique A  | Exclu du PASOK le 12 février 2012                                                                                       |
| Michail Katrinis                   |       | PASOK               | Élide            | |
| Anna Katsarou                      |       | PASOK               | Chalcidique      | |
| Louka Katseli                      |       | PASOK               | Athènes B        | Exclue du PASOK le 12 février 2012                                                                                      |
| Apostolos Katsifaras               |       | PASOK               | Achaïe           | Démissionne le 28 décembre 2010. Remplacé par Maria Kyriakopoulou, elle-même exclue du groupe PASOK le 12 février 2012. |
| Christos Katsouras                 |       | PASOK               | Thesprotie       | Exclu du PASOK le 12 février 2012                                                                                       |
| Konstantinos Kazakos               |       | KKE                 | Liste nationale  | |
| Simos A. Kedikoglou (el)           |       | PASOK               | Eubée            | |
| Simos V. Kedikoglou                |       | Nouvelle Démocratie | Eubée            | |
| Charoula Kefalidou                 |       | PASOK               | Dráma            | |
| Ólga Kefaloyánni                   |       | Nouvelle Démocratie | Réthymnon        | |
| Emmanouil Kefalogiannis            |       | Nouvelle Démocratie | Héraklion        | |
| Vassilis Kéguéroglou               |       | PASOK               | Héraklion        | |
| Konstantinos Kiltidis              |       | LAOS                | Kilkís           | |
| Maria Klavdianou                   |       | PASOK               | Zante            | |
| Konstantínos Kóllias               |       | Nouvelle Démocratie | Corinthie        | |
| María Kóllia-Tsarouchá             |       | Nouvelle Démocratie | Serrès           | Exclue de la Nouvelle Démocratie le 12 février 2012 ; Rejoint les Grecs indépendants le 3 avril 2012                    |
| Angelos Kolokotronis               |       | LAOS                | Thessalonique A  | |
| Efstathios Konstantinidis          |       | Nouvelle Démocratie | Flórina          | |
| Odysseas Konstantinopoulos         |       | PASOK               | Arcadie          | |
| Georgios Kontogiannis              |       | Nouvelle Démocratie | Élide            | Quitte la Nouvelle Démocratie le 24 novembre 2010                                                                       |
| Alexandros Kontos                  |       | Nouvelle Démocratie | Xánthi           | |
| Ioannis Korantis                   |       | LAOS                | Liste nationale  | |
| Konstadínos Koukodímos             |       | Nouvelle Démocratie | Piérie           | |
| Paraskevas Koukoulopoulos          |       | PASOK               | Kozani           | |
| Élena Koundourá                    |       | Nouvelle Démocratie | Athènes A        | Exclu de la Nouvelle Démocratie le 12 février 2012 ; Rejoint les Grecs indépendants le 3 avril 2012                     |
| Tássos Kourákis                    |       | SYRIZA              | Thessalonique A  | |
| Panayótis Kouroumblís              |       | SYRIZA              | Étolie-Acarnanie | |
| Evagelia Kouroupaki                |       | PASOK               | La Canée         | |
| Dimitrios Kouselas                 |       | PASOK               | Messénie         | |
| Efstathios Koutmeridis             |       | PASOK               | Serrès           | |
| Georgios Koutroumanis              |       | PASOK               | Athènes B        | |
| Yánnis Koutsoúkos                  |       | PASOK               | Élide            | |
| Fótis Kouvélis                     |       | SYRIZA              | Athènes B        | Quitte le SYRIZA le 9 juin 2010 ; Rejoint la DIMAR le 26 mars 2012                                                      |
| Spyridon Kouvelis                  |       | PASOK               | Athènes A        | Exclu du PASOK le 12 février 2012                                                                                       |
| Dimitrios Kremastinos              |       | PASOK               | Dodécanèse       | |
| Michaïl Kritsotákis                |       | SYRIZA              | Héraklion        | |
| Panayiótis Lafazánis               |       | SYRIZA              | Le Pirée B       | |
| Yannis Lambropoulos (el)           |       | Nouvelle Démocratie | Messénie         | |
| Theofilos Leontaridis              |       | Nouvelle Démocratie | Serrès           | |
| Athanasios Leventis                |       | SYRIZA              | Athènes B        | Quitte le SYRIZA le 9 juin 2010 ; Rejoint la DIMAR le 26 mars 2012                                                      |
| Georgios Lianis                    |       | PASOK               | Flórina          | Quitte le PASOK le 14 juin 2011                                                                                         |
| Dimitrios Lintzeris                |       | PASOK               | Le Pirée B       | |
| Andréas Lovérdos                   |       | PASOK               | Athènes B        | |
| Andreas Lykourentzos               |       | Nouvelle Démocratie | Arcadie          | |
| Christos Magoufis                  |       | PASOK               | Tríkala          | Exclu du PASOK le 12 février 2012                                                                                       |
| Yannis Magriotis (el)              |       | PASOK               | Thessalonique A  | |
| Andreas Makrypidis                 |       | PASOK               | Étolie-Acarnanie | |
| Ioánnis Maniátis                   |       | PASOK               | Argolide         | |
| Angelos Manolakis                  |       | PASOK               | Corinthie        | |
| Diamánto Manolákou                 |       | KKE                 | Le Pirée A       | |
| Tsetin Mantatzi                    |       | PASOK               | Xánthi           | Exclue du PASOK le 12 février 2012                                                                                      |
| Spyropanos Margelis                |       | PASOK               | Leucade          | |
| Geórgios Marínos                   |       | KKE                 | Eubée            | |
| Pavlos Markakis                    |       | LAOS                | Magnésie         | |
| Christos Markogiannakis            |       | Nouvelle Démocratie | La Canée         | Exclu de la Nouvelle Démocratie le 19 août 2010                                                                         |
| Konstantinos Markopoulos           |       | Nouvelle Démocratie | Eubée            | Exclu de la Nouvelle Démocratie le 12 février 2012 ; Rejoint les Grecs indépendants le 3 avril 2012                     |
| Georgios Mavrikos                  |       | KKE                 | Athènes B        | |
| Evángelos Meïmarákis               |       | Nouvelle Démocratie | Athènes B        | |
| Panagiotis Melas                   |       | Nouvelle Démocratie | Le Pirée A       | Exclu de la Nouvelle Démocratie ; Rejoint les Grecs indépendants                                                        |
| Athanasia Merentiti                |       | PASOK               | Tríkala          | |
| Ioánnis Micheloyannákis            |       | PASOK               | Héraklion        | Exclu du PASOK le 12 février 2012 ; Rejoint la DIMAR le 26 mars 2012                                                    |
| Lambros Michos (el)                |       | PASOK               | Athènes B        | Exclu du PASOK le 12 février 2012                                                                                       |
| Maria Michou                       |       | PASOK               | Piérie           | |
| Kyriákos Mitsotákis                |       | Nouvelle Démocratie | Athènes B        | |
| Athanasios Moraitis                |       | PASOK               | Étolie-Acarnanie | |
| Nikolaos Moraitis                  |       | KKE                 | Étolie-Acarnanie | |
| Spyridonas Moschopoulos            |       | PASOK               | Céphalonie       | |
| Ilias Mosialos                     |       | PASOK               | Liste nationale  | |
| Vasileios Moulopoulos              |       | SYRIZA              | Liste nationale  | |
| Konstantinos Mousouroulis          |       | Nouvelle Démocratie | Chios            | |
| Athanasios Nakos                   |       | Nouvelle Démocratie | Magnésie         | |
| Apostolos Nanos                    |       | KKE                 | Magnésie         | |
| Ektor Nassiokas (en)               |       | PASOK               | Larissa          | Démissionne le 16 juin 2011, remplacé par Vasiliki Alexandridou                                                         |
| Anastasios Nerantzis (en)          |       | Nouvelle Démocratie | Le Pirée B       | |
| Georgios Nikitiadis                |       | PASOK               | Dodécanèse       | |
| Varvara Nikolaidou                 |       | KKE                 | Le Pirée B       | |
| Níkos Nikolópoulos                 |       | Nouvelle Démocratie | Achaïe           | |
| Grigorios Niotis                   |       | PASOK               | Le Pirée B       | |
| Emmanouil Othonas                  |       | PASOK               | Réthymnon        | |
| Athanasios Pafilis                 |       | KKE                 | Athènes A        | |
| Nikolaos Panagiotopoulos           |       | Nouvelle Démocratie | Kavala           | |
| Panos Panagiotopoulos              |       | Nouvelle Démocratie | Athènes B        | |
| Elena Panariti                     |       | PASOK               | Liste nationale  | |
| Theodoros Pangalos                 |       | PASOK               | Attique          | |
| Michail Pantoulas                  |       | PASOK               | Ioannina         | |
| Evangelos Papachristos             |       | PASOK               | Préveza          | Exclu du PASOK le 14 décembre 2010                                                                                      |
| Elisavet Papadimitriou             |       | Nouvelle Démocratie | Argolide         | Exclue de Nouvelle Démocratie le 19 juin 2011                                                                           |
| Dimítrios Papadimoúlis             |       | SYRIZA              | Athènes B        | |
| Athanasios Papadopoulos            |       | PASOK               | Achaïe           | |
| Michalis Papadopoulos              |       | Nouvelle Démocratie | Kozani           | |
| Athanasios Papageorgiou            |       | PASOK               | Piérie           | |
| Miltiadis Papaioannou              |       | PASOK               | Athènes B        | |
| Nikolaos Papakonstantinou          |       | KKE                 | Athènes B        | |
| Georgios Papamanolis               |       | PASOK               | Cyclades         | Exclu du PASOK le 12 février 2012 ; Rejoint la DIMAR le 26 mars 2012                                                    |
| Ourania Papandreou-Papadaki        |       | LAOS                | Eubée            | |
| Giórgos Papandréou                 |       | PASOK               | Attique          | |
| Vasiliki Papandreou                |       | PASOK               | Athènes B        | Exclue du PASOK le 12 février 2012                                                                                      |
| Aléka Paparíga                     |       | KKE                 | Athènes B        | |
| Konstantinos Papasiozos            |       | Nouvelle Démocratie | Arta             | |
| Afroditi Papathanasi               |       | PASOK               | Phocide          | |
| Yánnis Papathanasíou               |       | Nouvelle Démocratie | Athènes B        | |
| Chrístos Papoutsís                 |       | PASOK               | Athènes A        | |
| Dimitrios Papoutsis                |       | PASOK               | Kavala           | |
| Theódoros Parastatídis             |       | PASOK               | Kilkís           | Exclu du PASOK le 12 février 2012                                                                                       |
| Fragkiskos Parasyris               |       | PASOK               | Héraklion        | |
| Prokópis Pavlópoulos               |       | Nouvelle Démocratie | Athènes A        | |
| Aikaterini Perlepe-Sifounaki       |       | PASOK               | Eubée            | |
| Georgios Petalotis                 |       | PASOK               | Rhodope          | |
| Philippos Petsalnikos              |       | PASOK               | Kastoria         | |
| Foteini Pipili                     |       | Nouvelle Démocratie | Athènes A        | |
| Ioánnis Plakiotákis                |       | Nouvelle Démocratie | Lassithi         | |
| Athanasios Plevris                 |       | LAOS                | Athènes A        | |
| Ilias Polatidis                    |       | LAOS                | Serrès           | |
| Vyron Polydoras                    |       | Nouvelle Démocratie | Athènes B        | |
| Christos Protopapas                |       | PASOK               | Athènes B        | |
| Ioannis Protoulis                  |       | KKE                 | Athènes B        | |
| Grigórios Psarianós                |       | SYRIZA              | Athènes B        | Quitte le SYRIZA le 9 juin 2010 ; Rejoint la DIMAR le 26 mars 2012                                                      |
| Yannis Ragoussis                   |       | PASOK               | Liste nationale  | |
| Eléni Rápti                        |       | Nouvelle Démocratie | Thessalonique A  | |
| Olga Rentari-Tente                 |       | PASOK               | Évros            | |
| Dimitrios Reppas                   |       | PASOK               | Arcadie          | |
| Panagiotis Rigas                   |       | PASOK               | Cyclades         | |
| Asterios Rontoulis                 |       | LAOS                | Larissa          | |
| Konstantinos Rovlias               |       | PASOK               | Kardítsa         | |
| Fílippos Sachinídis                |       | PASOK               | Larissa          | |
| Sofía Sakoráfa                     |       | SYRIZA              | Athènes B        | |
| Nikolaos Salagiannis               |       | PASOK               | Kardítsa         | |
| Mários Salmás                      |       | Nouvelle Démocratie | Étolie-Acarnanie | |
| Antónis Samarás                    |       | Nouvelle Démocratie | Messénie         | |
| Anastasios Sidiropoulos            |       | PASOK               | Imathie          | |
| Níkos Sifounákis                   |       | PASOK               | Lesbos           | |
| Dimitrios Sioufas                  |       | Nouvelle Démocratie | Liste nationale  | |
| Konstantínos Skandalídis           |       | PASOK               | Athènes A        | |
| Stavros Skopelitis                 |       | KKE                 | Lesbos           | |
| Maria Skrafnaki                    |       | PASOK               | Héraklion        | |
| Theodoros Skrekas                  |       | Nouvelle Démocratie | Tríkala          | |
| Antonios Skyllakos                 |       | KKE                 | Larissa          | |
| Konstantinos Spiliopoulos          |       | PASOK               | Achaïe           | |
| Aristovoulos Spiliotopoulos        |       | Nouvelle Démocratie | Athènes B        | |
| Christos Staikouras                |       | Nouvelle Démocratie | Phthiotide       | |
| Pavlos Stassinos                   |       | PASOK               | Arta             | Démissionne le 10 février 2012, remplacé par Christos Gokas (el).                                                       |
| Dimítrios Stamátis                 |       | Nouvelle Démocratie | Étolie-Acarnanie | Exclu de la Nouvelle Démocratie le 12 février 2012 ; Rejoint les Grecs indépendants le 3 avril 2012                     |
| Emmanouil Stratakis                |       | PASOK               | Héraklion        | |
| Evripídis Stylianídis              |       | Nouvelle Démocratie | Rhodope          | |
| Spyridon Taliadouros               |       | Nouvelle Démocratie | Kardítsa         | |
| Konstantínos Tasoúlas              |       | Nouvelle Démocratie | Ioannina         | |
| Kyriakí Tektonídou                 |       | PASOK               | Thessalonique A  | Exclue du PASOK le 12 février 2012                                                                                      |
| Maria Theochari                    |       | PASOK               | Kardítsa         | |
| Ilias Theodoridis                  |       | PASOK               | Pella            | Exclu du PASOK le 12 février 2012 ; Rejoint la DIMAR le 26 mars 2012                                                    |
| Michail Timosidis                  |       | PASOK               | Kavala           | |
| Vasileios Togias                   |       | PASOK               | Béotie           | Exclu du PASOK le 12 février 2012                                                                                       |
| Angelos Tolkas                     |       | PASOK               | Imathie          | |
| Ioánnis Tragákis                   |       | Nouvelle Démocratie | Le Pirée B       | |
| Andreas Triantafyllopoulos         |       | PASOK               | Achaïe           | Exclu du PASOK le 12 février 2012                                                                                       |
| Eleni Tsiaousi                     |       | PASOK               | Évros            | |
| Konstantínos Tsiáras               |       | Nouvelle Démocratie | Kardítsa         | |
| Aléxis Tsípras                     |       | SYRIZA              | Athènes A        | |
| Dimitris Tsironis (en)             |       | PASOK               | Arta             | |
| Maya Tsoclis (en)                  |       | PASOK               | Liste nationale  | Démissionne le 13 février 2012, remplacée par Tatiana Karapanagioti (el)                                                |
| Nikolaos Tsonis                    |       | PASOK               | Phthiotide       | |
| Vasiliki Tsonoglou-Vyllioti        |       | PASOK               | Béotie           | |
| Nikolaos Tsoukalis                 |       | SYRIZA              | Achaïe           | Quitte le SYRIZA le 9 juin 2010 ; Rejoint la DIMAR le 26 mars 2012                                                      |
| Evgenia Tsoumani-Spentza           |       | Nouvelle Démocratie | Liste nationale  | |
| Dimitrios Tsoumanis                |       | Nouvelle Démocratie | Préveza          | |
| Athanasios Tsouras                 |       | PASOK               | Athènes A        | |
| Elpida Tsouri                      |       | PASOK               | Chios            | |
| Theodóra Tzákri                    |       | PASOK               | Pella            | |
| Konstantínos Tzaváras              |       | Nouvelle Démocratie | Élide            | |
| Michail Tzelepis                   |       | PASOK               | Serrès           | |
| Zisis Tzikalagias                  |       | Nouvelle Démocratie | Kastoria         | |
| Margaritis Tzimas                  |       | Nouvelle Démocratie | Dráma            | |
| Ánna Vayená                        |       | PASOK               | Athènes A        | Exclue du PASOK le 13 février 2012                                                                                      |
| Georgios Vagionas                  |       | Nouvelle Démocratie | Chalcidique      | |
| Ioan Valyrakis                     |       | PASOK               | La Canée         | |
| Pythagoras Vardikos                |       | PASOK               | Samos            | |
| Miltiádis Varvitsiótis             |       | Nouvelle Démocratie | Athènes B        | |
| Kyriákos Velópoulos                |       | LAOS                | Thessalonique B  | |
| Evángelos Venizélos                |       | PASOK               | Thessalonique A  | |
| Geórgios Vláchos                   |       | Nouvelle Démocratie | Attique          | Exclu de la Nouvelle Démocratie le 12 février 2012                                                                      |
| Ioannis Vlatis                     |       | PASOK               | Kozani           | |
| Odyssefs-Nikos Voudouris           |       | PASOK               | Messénie         | Exclu du PASOK le 12 février 2012 ; Rejoint la DIMAR le 26 mars 2012                                                    |
| Spyridon Vougias                   |       | PASOK               | Thessalonique A  | |
| Ioannis Vouros                     |       | PASOK               | Athènes B        | |
| Eliza Vozemberg                    |       | Nouvelle Démocratie | Athènes A        | Exclue de Nouvelle Démocratie le 12 février 2012                                                                        |
| Konstantinos Vrettos               |       | PASOK               | Attique          | |
| Ioánnis Vroútsis                   |       | Nouvelle Démocratie | Cyclades         | |
| Maria-Eliza Xenogiannakopoulou     |       | PASOK               | Athènes B        | Exclue du PASOK le 12 février 2012                                                                                      |
| Sokratis Xynidis                   |       | PASOK               | Xánthi           | |
| Yerásimos Yakoumátos               |       | Nouvelle Démocratie | Athènes B        | |
| Ioannis Ziogas                     |       | KKE                 | Thessalonique A  | |
| Rodoula Zisi                       |       | PASOK               | Magnésie         | |
| Nikolaos Zoidis                    |       | PASOK               | Dodécanèse       | |
| Chrístos Zóis                      |       | Nouvelle Démocratie | Larissa          | Exclu de la Nouvelle Démocratie le 12 février 2012 ; Rejoint les Grecs indépendants le 3 avril 2012                     |